# Alice în Țara Oglinzilor
Alice în Țara Oglinzilor  (în engleză Through the Looking-Glass)  este un roman fantastic scris de autorul britanic Lewis Carroll (Charles Lutwidge Dodgson) în 1871. Este o continuare a romanului Alice în Țara Minunilor din 1865.

## Ecranizări
- Alice Through a Looking Glass (1928)
- Alice Through a Looking Glass (1966)
- Alice Through the Looking Glass (1973)
- Alice in the Land in the Other Side of the Mirror (1982)
- Alice Through the Looking Glass (1987)
- Alice în țara din oglindă (Alice through the Looking Glass, 1998)[2]
- Alice în Țara Oglinzilor (2016) - regizat de James Bobin, continuare a filmului Alice în Țara Minunilor (2010)